# Euthalia perakana
Euthalia perakana är en fjärilsart som beskrevs av Hans Fruhstorfer 1899. Euthalia perakana ingår i släktet Euthalia och familjen praktfjärilar. Inga underarter finns listade i Catalogue of Life.